# Sainte-Mesme
Ne doit pas être confondu avec Saint-Mesmes.
Sainte-Mesme [sɛ̃t mɛm] est une commune française située dans le département des Yvelines en région Île-de-France.

## Géographie

### Situation
La commune de Sainte-Mesme est située dans le sud-est des Yvelines limitrophe du département de l'Essonne, à environ cinq kilomètres à l'ouest de Dourdan.

### Communes limitrophes
| Ponthévrard                  | Saint-Arnoult-en-Yvelines |                   |
|                              | Sainte-Mesme              | Dourdan (Essonne) |
| Saint-Martin-de-Bréthencourt | Corbreuse (Essonne)       |                   |

### Transports et voies de communications
La commune est desservie par les lignes 03 et 18 du réseau de bus Centre et Sud Yvelines.

### Climat
Pour des articles plus généraux, voir Climat de l'Île-de-France et Climat des Yvelines.
En 2010, le climat de la commune est de type climat océanique dégradé des plaines du Centre et du Nord, selon une étude du CNRS s'appuyant sur une série de données couvrant la période 1971-2000. En 2020, Météo-France publie une typologie des climats de la France métropolitaine dans laquelle la commune est exposée à un climat océanique altéré et est dans la région climatique Sud-ouest du bassin Parisien, caractérisée par une faible pluviométrie, notamment au printemps (120 à 150 mm) et un hiver froid (3,5 °C).
Pour la période 1971-2000, la température annuelle moyenne est de 10,8 °C, avec une amplitude thermique annuelle de 14,8 °C. Le cumul annuel moyen de précipitations est de 652 mm, avec 10,9 jours de précipitations en janvier et 7,8 jours en juillet. Pour la période 1991-2020, la température moyenne annuelle observée sur la station météorologique la plus proche, située sur la commune de Dourdan à 4 km à vol d'oiseau, est de 11,4 °C et le cumul annuel moyen de précipitations est de 654,2 mm,. Pour l'avenir, les paramètres climatiques de la commune estimés pour 2050 selon différents scénarios d'émission de gaz à effet de serre sont consultables sur un site dédié publié par Météo-France en novembre 2022.
| Mois                                  | jan.           | fév.           | mars           | avril         | mai           | juin           | jui.          | août          | sep.          | oct.          | nov.            | déc.             | année      |
| ------------------------------------- | -------------- | -------------- | -------------- | ------------- | ------------- | -------------- | ------------- | ------------- | ------------- | ------------- | --------------- | ---------------- | ---------- |
| Température minimale moyenne (°C)     | 1,5            | 1,2            | 3,1            | 4,9           | 8,3           | 11,4           | 13,3          | 13,1          | 10,1          | 7,7           | 4,4             | 2                | 6,8        |
| Température moyenne (°C)              | 4,2            | 4,7            | 7,8            | 10,5          | 13,9          | 17,2           | 19,5          | 19,3          | 15,9          | 12            | 7,6             | 4,7              | 11,4       |
| Température maximale moyenne (°C)     | 6,9            | 8,2            | 12,4           | 16            | 19,4          | 23             | 25,7          | 25,6          | 21,5          | 16,4          | 10,8            | 7,4              | 16,1       |
| Record de froid (°C) date du record   | −16,2 08.01.10 | −15,7 07.02.12 | −10,5 01.03.05 | −4,6 06.04.21 | −1,1 06.05.19 | 1,5 05.06.1991 | 5 04.07.1990  | 4,3 21.08.14  | 0,9 30.09.12  | −4 30.10.1997 | −9,2 23.11.1993 | −10,6 29.12.1996 | −16,2 2010 |
| Record de chaleur (°C) date du record | 16,1 27.01.03  | 19,8 27.02.19  | 24,6 31.03.21  | 28,4 25.04.07 | 30,7 28.05.17 | 37,6 18.06.22  | 41,6 25.07.19 | 41,4 06.08.03 | 34,5 09.09.23 | 29,8 02.10.23 | 21,5 07.11.15   | 16,7 07.12.00    | 41,6 2019  |
| Précipitations (mm)                   | 52,3           | 47,5           | 50             | 43,9          | 68,5          | 53,8           | 52            | 57,4          | 47,5          | 54,9          | 60,6            | 65,8             | 654,2      |

## Urbanisme

### Typologie
Au 1er janvier 2024, Sainte-Mesme est catégorisée commune rurale à habitat dispersé, selon la nouvelle grille communale de densité à sept niveaux définie par l'Insee en 2022.
Elle est située hors unité urbaine. Par ailleurs la commune fait partie de l'aire d'attraction de Paris, dont elle est une commune de la couronne,. Cette aire regroupe 1 929 communes,.

### Occupation des solssimplifiée
Le territoire de la commune se compose en 2017 de 86,73 % d'espaces agricoles, forestiers et naturels, 4,87 % d'espaces ouverts artificialisés et 8,4 % d'espaces construits artificialisés.

### Occupation des sols détaillée
Le tableau ci-dessous présente l'occupation des sols de la commune en 2018, telle qu'elle ressort de la base de données européenne d’occupation biophysique des sols Corine Land Cover (CLC).
| Type d’occupation                                 | Pourcentage | Superficie (en hectares) |
| ------------------------------------------------- | ----------- | ------------------------ |
| Tissu urbain discontinu                           | 7,8 %       | 65                       |
| Réseau routier et ferroviaire et espaces associés | 2,2 %       | 18                       |
| Terres arables hors périmètres d'irrigation       | 23,2 %      | 194                      |
| Forêts de feuillus                                | 66,8 %      | 558                      |
| Source : Corine Land Cover                        |             |                          |

### Hameaux et lieux-dits
Hameau de Denisy.

## Toponymie
Le nom de la localité est attesté sous les formes Sainte Meme en 1793, Saint-Même en 1801.
Sainte-Mesme est un hagiotoponyme.
Au IVe siècle, le roi païen Dordanus ordonna à son fils Mesmin de tuer sa sœur Mesme (Maxima),
convertie au christianisme sur la commune yvelinoise, qui porte désormais le nom de la Sainte.
Au cours de la Révolution française, la commune porte provisoirement le nom de Bruyères-les-Fontaines,.

## Politique et administration

### Liste des maires
| Période                                  | Période  | Identité         | Étiquette | Qualité |
| ---------------------------------------- | -------- | ---------------- | --------- | ------- |
| Les données manquantes sont à compléter. |          |                  |           |         |
| avant 1981                               | ?        | Roger Saint      |           |         |
|                                          |          |                  |           |         |
| mars 2014                                | mai 2020 | Christophe Dermy |           |         |
| mai 2020                                 | En cours | Isabelle Copetti |           |         |

## Population et société

### Démographie

#### Évolution démographique
L'évolution du nombre d'habitants est connue à travers les recensements de la population effectués dans la commune depuis 1793. Pour les communes de moins de 10 000 habitants, une enquête de recensement portant sur toute la population est réalisée tous les cinq ans, les populations de référence des années intermédiaires étant quant à elles estimées par interpolation ou extrapolation. Pour la commune, le premier recensement exhaustif entrant dans le cadre du nouveau dispositif a été réalisé en 2005.

En 2022, la commune comptait 910 habitants, en évolution de −1,41 % par rapport à 2016 (Yvelines : +2,72 %, France hors Mayotte : +2,11 %).
| 1793 | 1800 | 1806 | 1821 | 1831 | 1836 | 1841 | 1846 | 1851 |
| ---- | ---- | ---- | ---- | ---- | ---- | ---- | ---- | ---- |
| 450  | 438  | 465  | 560  | 548  | 541  | 588  | 594  | 568  |

| 1856 | 1861 | 1866 | 1872 | 1876 | 1881 | 1886 | 1891 | 1896 |
| ---- | ---- | ---- | ---- | ---- | ---- | ---- | ---- | ---- |
| 595  | 623  | 649  | 655  | 638  | 683  | 671  | 687  | 503  |

| 1901 | 1906 | 1911 | 1921 | 1926 | 1931 | 1936 | 1946 | 1954 |
| ---- | ---- | ---- | ---- | ---- | ---- | ---- | ---- | ---- |
| 446  | 464  | 365  | 337  | 380  | 388  | 396  | 541  | 567  |

| 1962 | 1968 | 1975 | 1982 | 1990 | 1999 | 2005 | 2006 | 2010 |
| ---- | ---- | ---- | ---- | ---- | ---- | ---- | ---- | ---- |
| 525  | 554  | 557  | 741  | 814  | 866  | 842  | 841  | 942  |

| 2015 | 2020 | 2022 | - | - | - | - | - | - |
| ---- | ---- | ---- | - | - | - | - | - | - |
| 920  | 912  | 910  | - | - | - | - | - | - |

#### Pyramide des âges
En 2018, le taux de personnes d'un âge inférieur à 30 ans s'élève à 31,4 %, soit en dessous de la moyenne départementale (38,0 %). À l'inverse, le taux de personnes d'âge supérieur à 60 ans est de 22,8 % la même année, alors qu'il est de 21,7 % au niveau départemental.
En 2018, la commune comptait 476 hommes pour 454 femmes, soit un taux de 51,18 % d'hommes, largement supérieur au taux départemental (48,68 %).
Les pyramides des âges de la commune et du département s'établissent comme suit.
| Hommes | Classe d’âge | Femmes |
| ------ | ------------ | ------ |
| 0,2    | 90 ou +      | 1,2    |
| 5,1    | 75-89 ans    | 5,5    |
| 15,9   | 60-74 ans    | 17,7   |
| 25,0   | 45-59 ans    | 26,0   |
| 20,0   | 30-44 ans    | 20,7   |
| 15,1   | 15-29 ans    | 13,6   |
| 18,7   | 0-14 ans     | 15,3   |

| Hommes | Classe d’âge | Femmes |
| ------ | ------------ | ------ |
| 0,6    | 90 ou +      | 1,4    |
| 6      | 75-89 ans    | 7,8    |
| 13,5   | 60-74 ans    | 14,8   |
| 20,7   | 45-59 ans    | 20,1   |
| 19,6   | 30-44 ans    | 19,9   |
| 18,5   | 15-29 ans    | 16,8   |
| 21,2   | 0-14 ans     | 19,2   |

## Économie
- Exploitations agricoles.

## Culture locale et patrimoine

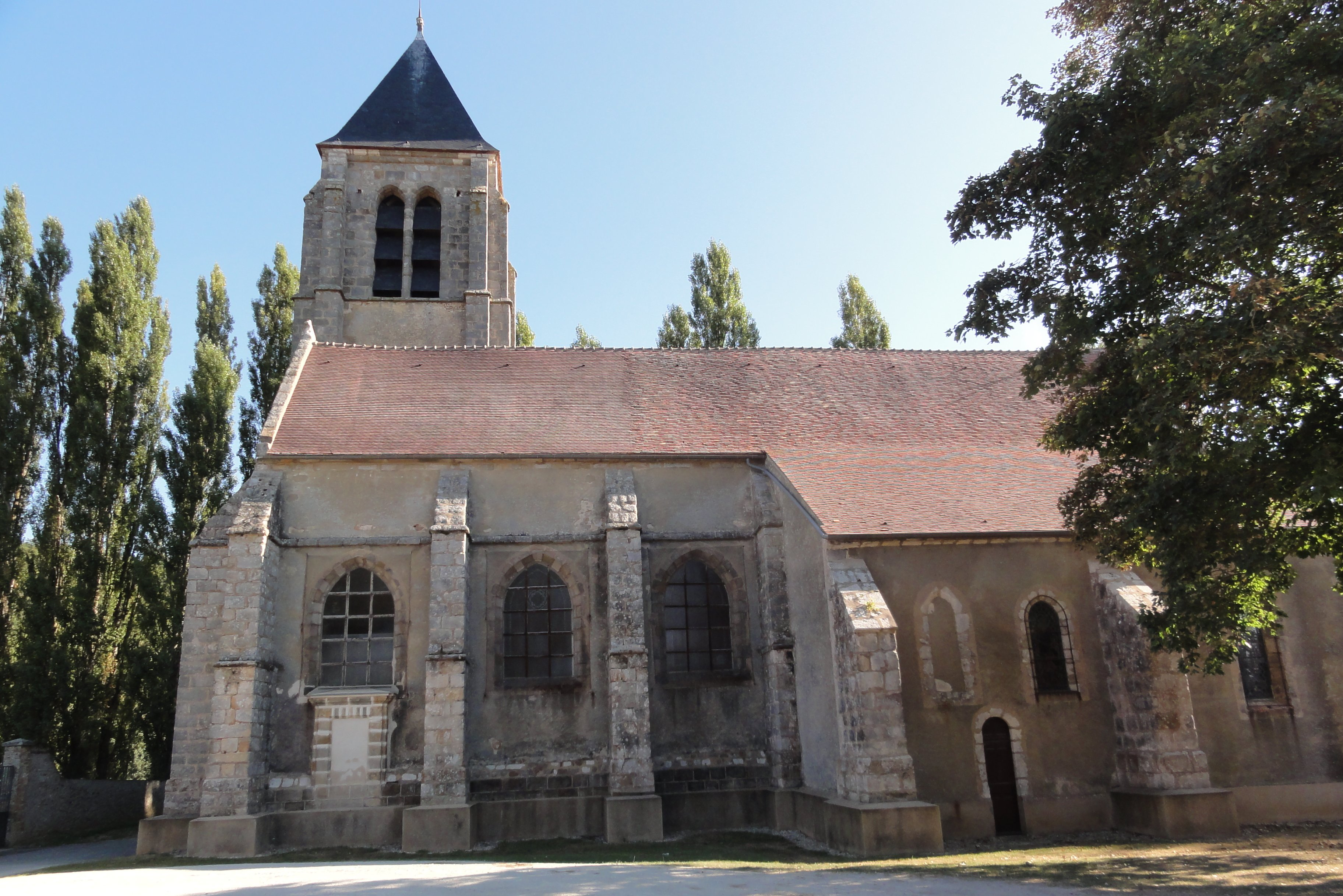
L'église Sainte-Mesme.

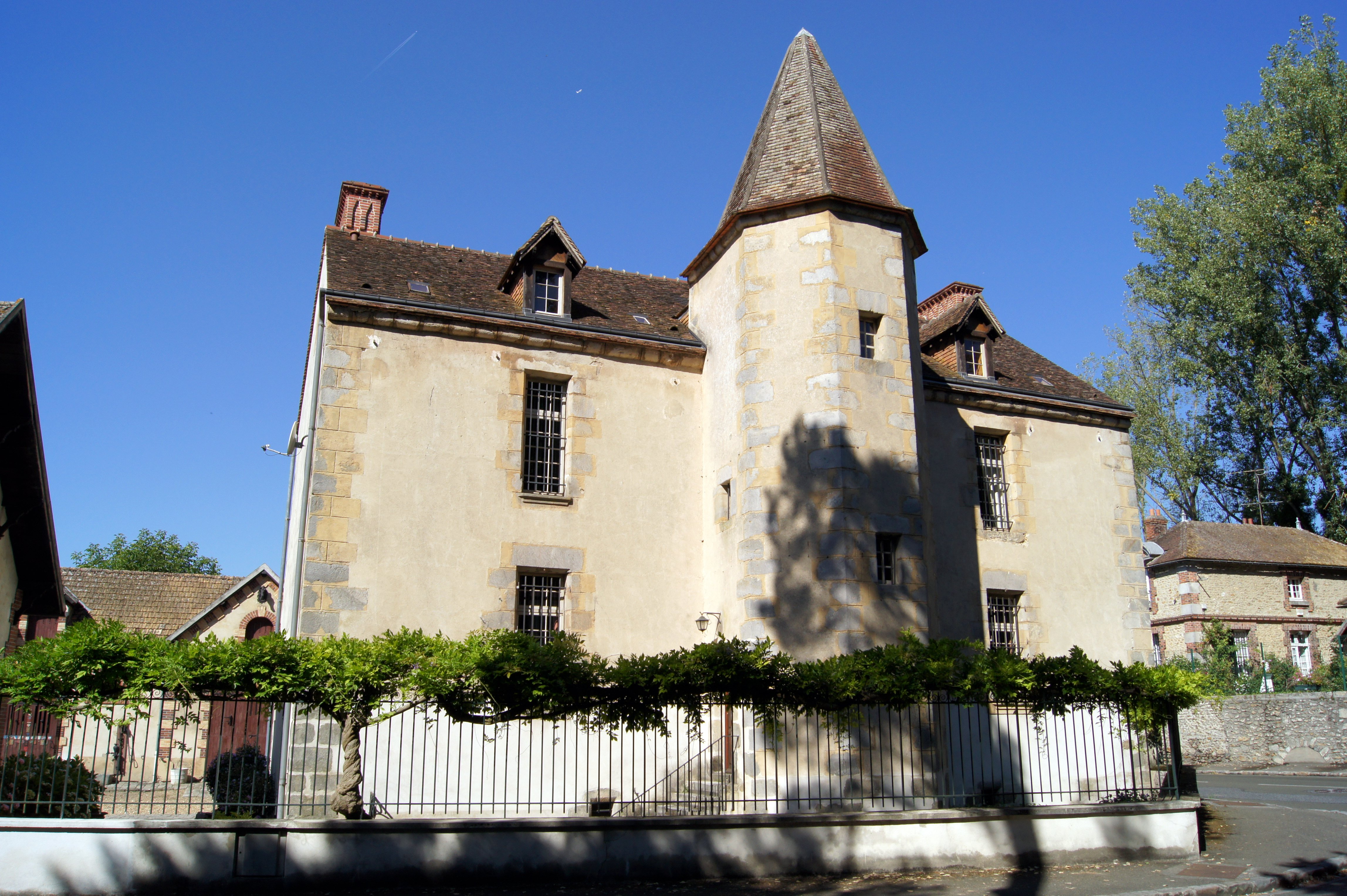
Le manoir de Sainte-Mesme.

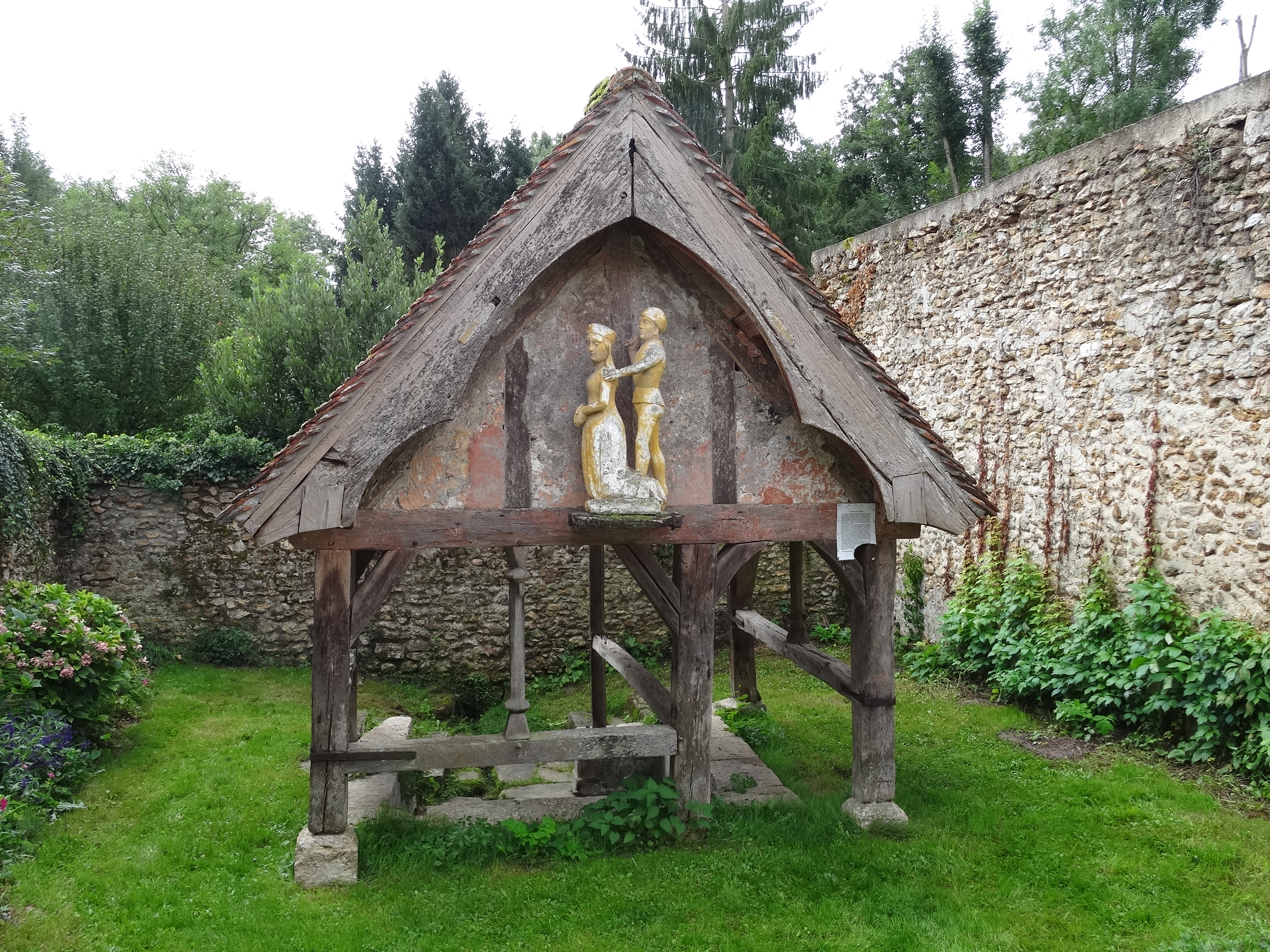
La fontaine de Sainte-Mesme.

### Lieux et monuments
Sainte-Mesme compte plusieurs monuments historiques sur son territoire, à savoir l'église, le château de Sainte-Mesme, le manoir de Sainte-Mesme, la fontaine de Sainte-Mesme.
- Église Sainte-Mesme,.

Datée du XVe siècle et protégée par une inscription à l'inventaire des Monuments Historiques depuis 1986,. La paroisse est rattachée au diocèse d’Évry - Corbeil-Essonnes et non pas à celui de Versailles.
- Château de Sainte-Mesme[23],[24]. (façades et toitures classées le 27 juillet 1987). Un premier château est fortifié en 1379 par Louis d'Orgessin (pas de vestiges) ; Au cours de la 2e moitié du XVe siècle, Aymard de Poisieux et Marguerite de Montorsier construisent un logis à l'est avec une cage d'escalier carrée en hors-œuvre au milieu de la façade nord, et une tourelle à l'angle sud-est. Au début du XVIe siècle, doublement du logis au nord et construction d'une seconde tour d'escalier (détruite) , décor de la première Renaissance (porte et lucarne actuellement réemployées), construction d'une seconde tourelle en encorbellement au sud. Au début du XVIIe siècle, René ou Anne de l'Hospital construisent une galerie de sept travées sur portique du côté nord pour relier le logis avec un châtelet préexistant à l'ouest ; une chapelle (détruite) y est aménagée ; le bâtiment à l'ouest du châtelet a été détruit. De 1864 à 1888, le romancier Auguste Maquet procède à des aménagements avec remplois gothiques (cheminées, grilles, portes, consoles).

C'est au château que meurt en 1824 Charles-François Lebrun.
- Manoir de Sainte-Mesme[26],[27].
- Fontaine de Sainte-Mesme[28],[29].

### Personnalités liées à la commune
- Guillaume François Antoine, marquis de L'Hôpital (1661-1704) mathématicien français connu pour la règle qui porte son nom : la règle de L'Hôpital, qui permet de calculer la valeur d'une limite pour une fraction où le numérateur et le dénominateur tendent tous deux vers zéro.
- Charles-François Lebrun (1739-1824), troisième consul et « prince-architrésorier » du Premier Empire. Il y est décédé en son château, le 14 juin 1824[30].
- Louis Bernard Francq (baron) (1766-1818), capitaine des chasseurs à cheval de la Garde impériale à Austerlitz ; colonel du 10e régiment de cuirassiers en 1809[31].
- Auguste Maquet (1813-1888), écrivain, y est décédé le 8 janvier 1888 dans son château de Sainte-Mesme.
- Hellé Nice (1900-1984), femme qui fut une célèbre pilote automobile des années 1927-1939, y est enterrée.
- Pierre Véril (1921-1994). Natif de Saint-Vincent-de-Cosse (Dordogne). Fils d'agriculteurs. Ce marin périgordin s'engagea dans les FNFL (forces navales françaises libres), en 1943. Il fut quartier-maître au 1er régiment de fusiliers-marins. Marié à Sainte Mesme en 1947, il est décédé à Colombes (Hauts-de-Seine). Cité par Jean-Jacques Gillot in Les Marins périgordins des forces navales françaises libres, article du bulletin de la Société historique et archéologique du Périgord, 4e trimestre 2011.

### Héraldique
| [[Image:\|Blason à dessiner\|100px]] | Blason  | De gueules à deux chevrons d'or; au chef ondé d'azur soutenu d'une rivière d'argent et chargé du château du lieu de même, adextré d'un bouquet de trois épis de blé tigés et feuillés d'or, et senestré de la statue de Sainte Mesme agenouillée et de son frère debout derrière elle, d'argent.                                                                |
| [[Image:\|Blason à dessiner\|100px]] | Détails | Le château est représenté par son principal pavillon (ancien donjon). La statue, ornant la fontaine du lieu, représente une femme agenouillée et un homme debout derrière elle, la main gauche posée sur l'épaule de la dame, probablement son frère qui l'a exécutée, ou son père qui a ordonné le meurtre ?. Le statut officiel du blason reste à déterminer. |